# Marcos Ambrose
Marcos Ambrose (Launceston, 1º settembre 1976) è un pilota automobilistico australiano, vincitore di diversi campionati in varie categorie.

## Biografia
Attualmente corre nel campionato statunitense "NASCAR Sprint Cup Series" con la vettura numero 9, sponsorizzata dalla DeWalt/Stanley Tools, della scuderia Richard Petty Motorsports.
Ha vinto il campionato australiano di V8 Supercars sia nel 2003 che nel 2004 e gli viene attribuito il merito di aver fatto rinascere la Ford Racing in Australia dopo anni di dominio della Holden. I giornalisti australiani di sport motoristici hanno valutato Marcos Ambrose come miglior pilota di V8 Supercars in assoluto. Ai giornalisti era stato chiesto chi fossero i 10 migliori piloti di V8 Supercars, esclusa la categoria "Gruppo A" delle vetture turismo australiane.
Nel 2006 si trasferì negli Stati Uniti d'America per correre in NASCAR Camping World Truck Series pilotando il Ford F-150 numero 20 della scuderia JTG Daugherty Racing (in collaborazione con Team Australia/Aussie Vineyards). Si spostò poi nel campionato NASCAR Nationwide Series nel 2007, pilotando la Ford Fusion numero 59, sempre con la JTG Daugherty Racing, sponsorizzato dalla Kingsford, noto marchio statunitense di carbonella da cucina. Successivamente iniziò a correre in Sprint Cup Series con la scuderia Wood Brothers Racing prima su vetture Ford e successivamente su Toyota. Nel 2011 Ambrose è passato alla Richard Petty Motorsports, scuderia con la quale, dopo 4 anni in Sprint Cup Series, ha messo a segno la sua prima vittoria, aggiudicandosi la Heluva Good! Sour Cream Dips at the Glen sulla pista di Watkins Glen e diventando il primo pilota australiano a vincere una gara in Sprint Cup Series.

### Gli inizi
Marcos è cresciuto a Launceston, Tasmania, Australia. Figlio del pilota Ross Ambrose, frequentò lo Scotch Oakburn College. Iniziò a correre sui kart all'età di dieci anni. Vinse quattro titoli nazionali Fu quattro volte campione nazionale di Tasmania nella categoria kart junior e si laureò campione australiano di kart nel 1995 nella categoria "Clubman Heavy" sul circuito di Dubbo, nel Nuovo Galles del Sud con la scuderia di Tony Kostelnak.
Passò alla Formula Ford nel 1996. La famiglia Ambrose ha una ricca storia di questa formula, in quanto il padre di Marcos, Ross Ambrose, fondò, insieme a Ralph Firman Sr., la Van Diemen, nota azienda costruttrice di telai per vetture di Formula Ford. Ambrose concluse il campionato australiano di Formula Ford del 1997 al secondo posto in classifica generale.
Nel 1998 Ambrose si trasferì in Europa, nel tentativo di raggiungere la Formula Uno, gareggiando nella Formula Ford britannica nel 1998 e 1999. Nel 1999 vinse il campionato europeo di Formula Ford. Nel 2000 iniziò la stagione gareggiando nel campionato francese di Formula 3 prima di passare, a metà stagione, al campionato britannico di Formula 3.
Alla fine del 2000, Ambrose non aveva il budget per continuare a correre in Europa, ed tornò in Australia. Nell'ottobre 2000 venne invitato ad una gara promozionale di giovani talenti sul circuito dove si correva la Gold Coast Indy 300. Ambrose vinse contro una schiera di giovani piloti su vetture stradali Honda.
Inoltre rappresentò l'Australia nella "Coppa delle Nazioni EFDA" del 1996 a Donington Park in Inghilterra.

### 2011: Sprint Cup Series & Nationwide Series

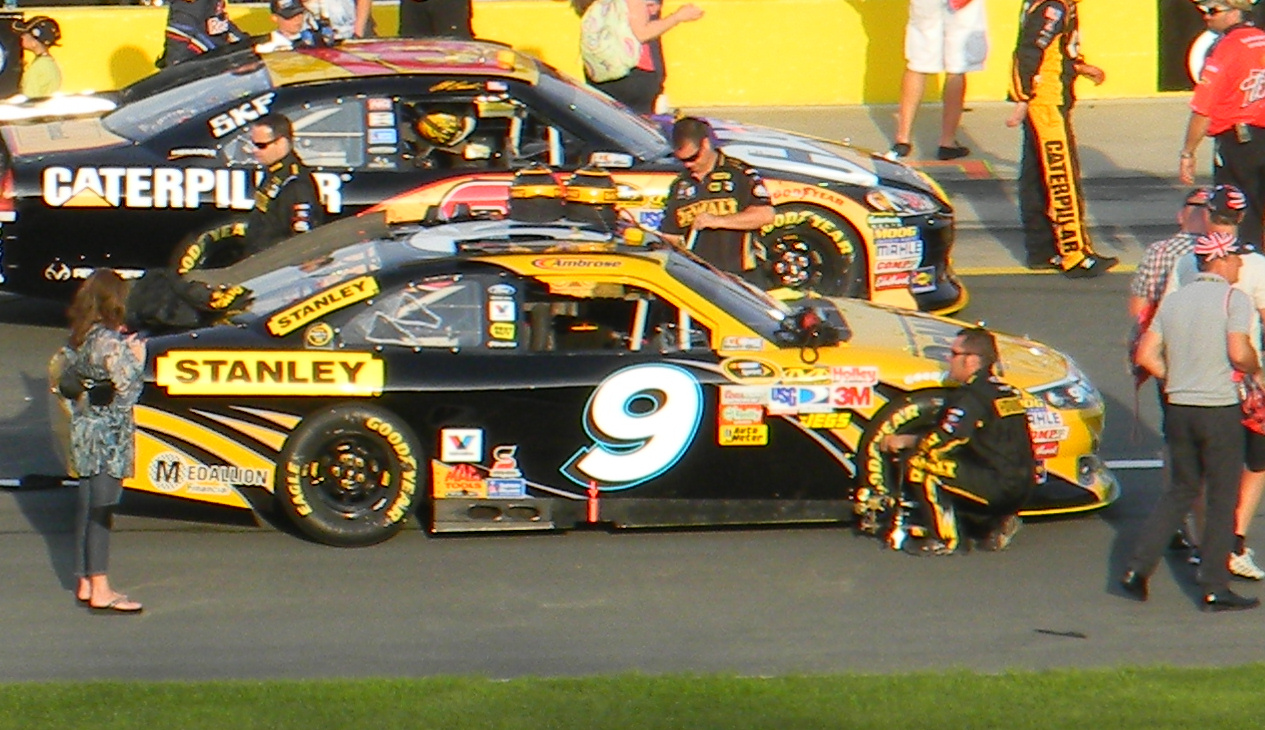
La vettura usata da Marcos Ambrose in NASCAR Sprint Cup Series 2011.

Il 17 agosto 2010 Ambrose rese noto di aver firmato un contratto pluriennale con la scuderia Richard Petty Motorsports per guidare la Ford Fusion numero 9 sponsorizzata da Stanley e DeWalt. Concluse al 37º posto la sua prima gara (la Daytona 500) con la nuova squadra dopo essere stato coinvolto in un incidente di 17 vetture, riuscendo comunque a portare a termine la gara. Fece una gara impressionante anche a Phoenix, seconda gara delle serie, rimanendo nella top 10 per la maggior parte della gara e concludendo con un buon 16º posto. Il 15 agosto 2011 Ambrose, alla guida della Ford Fusion numero 9 sponsorizzata Stanley, vinse a Watkins Glen la "Heluva Good! Sour Cream Dips at The Glen", 22ª gara della serie 2001, gara che era stata rinviata al lunedì per pioggia. Mise a segno così la sua prima vittoria in carriera in NASCAR Sprint Cup Series, sorpassando Brad Keselowski e Kyle Busch a due giri dalla fine. A fine stagione il 2011 risultò essere stata un'ottima annata per Ambrose che mise a segno, oltre alla vittoria a Watkins Glen, altre 4 top 5 ed 11 top ten. Ambrose fini 19º in classifica generale piloti.
In Nationwide Series ha partecipato, vincendo, soltanto alla NAPA Auto Parts 200 (il 20 agosto) sul Circuit Gilles Villeneuve di Montréal, Canada rimarcando, così, le sue abilità di guida su piste stradali/non-ovali. Nelle qualifiche era stato sostituito dal connazionale Owen Kelly.

### 2012: Sprint Cup Series
Ambrose inizia la stagione con un 13 ° posto alla Daytona 500 e nelle gare di primavera raccoglie sei top-20 e due top-10. Nel mese di giugno segna la più alta velocità mai fatta registrare in una qualifica di una gara NASCAR in 25 anni, vincendo così la sua prima pole della sua carriera in Sprint Cup alla "Quicken Loans 400", gara che si teneva al Michigan International Speedway, alla velocità di 203,241 miglia orarie (327,085 km/h), la terza miglior velocità di qualifica di sempre in NASCAR. Vince anche la pole alla Infineon Raceway, ma lì resta in testa alla gara per soli 10 giri prima di dover rientrare ai box concludendo la gara comunque tra i primi dieci.
Di nuovo a Watkins Glen, Ambrose parte quinto e resta in testa alla corsa, ma a 20 giri dalla fine viene sopravanzato da Kyle Busch in un sorpasso a tre. Quando la bandiera bianca (che indica l'ultimo giro della gara) sta per sventolare, Busch scivola su una scia d'olio all'entrata della "chicane" ed Ambrose e Brad Keselowski lo passano. Quando anche Keselowski inizia a scivolare Ambrose passa in testa e riesce a rimanere davanti a tutti fino al traguardo e vince, così, la gara che aveva già vinto nel 2011. Ambrose dichiara poi di essersi molto emozionato per quella vittoria sapendo che suo padre, ricoverato in ospedale, lo stava guardando in TV.
La vittoria fa avanzare Ambrose di una posizione in classifica generale dal 18º al 17º posto. Ambrose promette ancora al mondo dell'automobilismo una sua vittoria su una pista ovale dato che al momento il suo obiettivo principale è dimostrare che può vincere anche su piste non stradali.
Ambrose finisce 18º in classifica generale, al pari del risultato che aveva ottenuto nel 2009.
Nel 2012 Marcos Ambrose fonda una sua propria squadra: la "Marcos Ambrose Motorsports" in Carolina del Nord con il 100% del sostegno di Richard Petty, proprietario della "Richard Petty Motorsports", la squadra per cui Ambrose corre in Sprint Cup, della RPM stessa e delle aziende che sponsorizzano Ambrose in Sprint cup, la Stanley, e la DeWalt. Un nuovo pilota, Ben Rhodes, aveva colpito Marcos Ambrose così Ambrose lo assume nella sua squadra come pilota per la "UARA-Stars", il campionato della United Auto Racing Association.
Nel 2015 ritornerà nell'International V8 Supercars con il DJR Team Penske

## I risultati della carriera
| Stagione | Serie/Campionato                       | Posizione | Vettura                      | Squadra                                                         |
| -------- | -------------------------------------- | --------- | ---------------------------- | --------------------------------------------------------------- |
| 1996     | Campionato australiano di Formula Ford | 4º        | Swift SC95K Ford             | Swift Racing Cars                                               |
| 1997     | Campionato australiano di Formula Ford | 2º        | Van Diemen RF97 Ford         | Marcos Ambrose                                                  |
| 1998     | Campionato inglese di Formula Ford     | 5º        | Van Diemen RF98 Ford         | Van Diemen                                                      |
| 1999     | Campionato inglese di Formula Ford     | 3º        | Van Diemen RF99 Ford         | Van Diemen                                                      |
| 1999     | Euro Cup Formula Ford                  | 1º        | Van Diemen RF99 Ford         | Tony Kostelnak Racing                                           |
| 2000     | Campionato francese di Formula 3       | 12º       | Martini Mk.79 Sodemo-Renault | Mygale                                                          |
| 2000     | Campionato inglese di Formula 3        | 16º       | Dallara F300 Mugen-Honda     | Alan Docking Racing                                             |
| 2001     | Shell Championship Series              | 8º        | Ford AU Falcon               | Stone Brothers Racing                                           |
| 2002     | Campionato Serie V8 Supercars          | 3º        | Ford AU Falcon               | Stone Brothers Racing                                           |
| 2003     | Campionato Serie V8 Supercars          | 1º        | Ford BA Falcon               | Stone Brothers Racing                                           |
| 2004     | Campionato Serie V8 Supercars          | 1º        | Ford BA Falcon               | Stone Brothers Racing                                           |
| 2005     | Campionato Serie V8 Supercars          | 3º        | Ford BA Falcon               | Stone Brothers Racing                                           |
| 2006     | NASCAR Craftsman Truck Series          | 21º       | Ford F-150                   | Wood Brothers/JTG Racing (in associazione con "Team Australia") |
| 2007     | NASCAR Busch Series                    | 8º        | Ford Fusion                  | Wood Brothers/JTG Racing (in associazione con "Team Australia") |
| 2008     | NASCAR Nationwide Series               | 10º       | Ford Fusion                  | JTG Daugherty Racing                                            |
| 2009     | NASCAR Sprint Cup Series               | 18º       | Toyota Camry                 | JTG Daugherty Racing                                            |
| 2010     | NASCAR Sprint Cup Series               | 26º       | Toyota Camry                 | JTG Daugherty Racing                                            |
| 2011     | NASCAR Sprint Cup Series               | 19º       | Ford Fusion                  | Richard Petty Motorsports                                       |
| 2012     | NASCAR Sprint Cup Series               | 18º       | Ford Fusion                  | Richard Petty Motorsports                                       |